# Vodeni bivol
Vodeni bivol ili  azijski vodeni bivol je krupni papkar i član porodice goveda. Krupniji je i opasniji od svog rođaka, afričkog bivola. Arni ili vodeni bivol može se pronaći u divljini u: Pakistanu, Indiji, Bangladešu, Nepalu, Butanu, Vijetnamu i Tajlandu. Pripitomljeni bivoli prilično su rašireni po Aziji, Južnoj Americi, Sjevernoj Africi i Europa. Također su postali divlji u sjevernoj Australiji. 
Divlje populacije također žive u Jugoistočnoj Aziji, ali je njihovo porijeklo nepoznato. Nagađa se, da potječu od divljih vodenih bivola, nekoć pripitomljenih pa opet podivljalih ili njihovog križanja. U Aziji je populacija divljih vodenih bivola postala rijetka, te se strahuje, da danas nema čistih divljih vodenih bivola. 
Odrasli vodeni bivol naraste od 300 kg do 600 kg težine kod pripitomljenih primjeraka, ali primjerci u divljini mogu biti još krupniji. Odrasle ženke dobiju težinu do oko 800 kg, a mužjaci do oko 1200 kg. Prosječna težina odraslog mužjaka je oko 900 kg, a prosječna visina ramena oko 1,7 m. 
Razlika između divljih i pripitomljenih primnjeraka je u tome što divlji primjerci nemaju zaokružen trbuh koji imaju pripitomljene životinje. Zbog križanja s drugim divljim i pripitomljenim vrstama, težina može prilično varirati čak i kod populacija koje žive u neposrednoj blizini. Križanje s pripitomljenim bivolima smatra se glavnim uzrokom izumiranja divljih bivola.
Smatra se, da su se bivoli razvili u južnoj Aziji.